# Stała Omega
Stała Omega – stała matematyczna {\displaystyle \Omega } zdefiniowana jako rozwiązanie równania:
{\displaystyle xe^{x}=1.}
Można ją także przedstawić za pomocą funkcji W Lamberta:
{\displaystyle \Omega :=W(1).}
Wynosi ona w przybliżeniu:
{\displaystyle \Omega =0{,}567143290409783873\dots } (ciąg  A030178 w OEIS)
Aby obliczyć {\displaystyle \Omega } z dowolną dokładnością można skorzystać ze sposobu iteracyjnego: przyjmujemy dowolną wartość dla {\displaystyle \Omega _{0},} a kolejne przybliżenia liczby {\displaystyle \Omega } daje prosty wzór:
{\displaystyle \Omega _{n+1}=e^{-\Omega _{n}}.}
Oczywiście uzyskana dokładność przybliżenia {\displaystyle \Omega } zależy także od przyjętej dokładności liczby {\displaystyle e}.

## Niewymierność i przestępność
Dowód tego, że {\displaystyle \Omega } jest niewymierne, może być uzyskany bezpośrednio z faktu, że {\displaystyle e} jest przestępne. Załóżmy, że {\displaystyle \Omega } jest wymierne. Zatem istnieją liczby całkowite {\displaystyle p} i {\displaystyle q} takie, że:
{\displaystyle \Omega ={\frac {p}{q}}.}
Zatem:
{\displaystyle 1={\frac {pe^{p/q}}{q}},}
{\displaystyle e={\sqrt[{p}]{\frac {q^{q}}{p^{q}}}}.}
Zatem {\displaystyle e} musiałoby być liczbą algebraiczną. Ale ponieważ {\displaystyle e} jest przestępne, zatem {\displaystyle \Omega } musi być niewymierne.
Przestępność stałej {\displaystyle \Omega } wynika bezpośrednio z twierdzenia Lindemanna-Weierstrassa. Jeśli {\displaystyle \Omega } byłaby liczbą algebraiczną, {\displaystyle e^{\Omega }} byłoby przestępne, tak samo jak {\displaystyle e^{-\Omega }.} Przeczy to przypuszczeniu, że jest ono liczbą algebraiczną (bo {\displaystyle e^{-\Omega }=\Omega }).